# Псевдо-Скимн
Псе́вдо-Скимн — условное обозначение, данное Августом Мейнеке древнегреческому географу, автору сочинения Περίοδος του Νικομήδη — работы по географии, написанной на древнегреческом языке трёхстопным ямбом и посвящённой царю Вифинии по имени Никомед — это может быть либо Никомед II Эпифан (149—127 годы до н. э.), либо его сын Никомед III Эвергет (127—94 годы до н. э.). 

## Авторство Περίοδος του Νικομήδη
Сочинение было впервые опубликовано в Аугсбурге в 1600 году. Поскольку текст был обнаружен вместе с эпитомами Маркиана Гераклейского, оно сперва было опубликовано под его именем. Поскольку это явно было ошибкой, Лукас Хольстениус и Исаак Восс вскоре приписали сочинение Скимну Хиосскому, неоднократно упоминавшемуся как автор Περιήγησις. Публикации продолжались под этим именем вплоть до 1846 года, когда Август Мейнеке при очередном переиздании явно заметил, что нет никаких причин приписывать сочинение Скимну, так как сочинение Скимна было написано прозой, а рассматриваемое — в стихах. С тех пор Περίοδος του Νικομήδη публикуется под именем Псевдо-Скимн.
В 1955 году Обри Диллер высказал предположение, что под именем Псевдо-Скимна может скрываться Павсаний Дамасский. Если это так, то он должен был жить в Вифинии около 100 года до н. э.
В 2004 году Константин Большаков высказал предположение, что Псевдо-Скимном мог бы быть Семос Делосский.

## Содержание Περίοδος του Νικομήδη
Автор сочинения явно берёт за образец Аполлодора Афинского, написавшего трёхстопным ямбом хронику для пергамского царя Аттала II.
Сочинение описывает побережья Испании, Лигурии и Чёрного моря, содержит данные о различных греческих колониях, описывает умбров, кельтов, либурнов и другие народы.